# ベルリン・テーゲル空港
ベルリン・テーゲル空港（ドイツ語: Flughafen Berlin-Tegel, 英語: Tegel Airport）は、ドイツ・ベルリンのライニッケンドルフ区テーゲルにあった国際空港である。副名称として航空機技術者オットー・リリエンタールの名を冠する。2017年の年間旅客数は約2050万人であった。ベルリン・ブランデンブルク国際空港の開港により、2020年11月8日に閉鎖・廃港となった。

## 歴史
- 1948年のベルリン封鎖時、わずか49日で滑走路が建設された。西側諸国からの援助物資は西ベルリンにある空港を通じ空輸されたが、テーゲル空港には当時ヨーロッパ最長の2400mの滑走路が建設され、約2年間に27万回の物資空輸が行われた。
- 東西冷戦が深刻化した時代には、もっぱら軍事空港として機能した。1960年からは民間機の利用も可能となり、同年1月にエールフランス機が降り立った[2]が、西ベルリンの特殊事情により、この空港を使用するのはイギリス、アメリカ合衆国、フランスの3国の航空会社が運航する国際線に制限された。
- 2020年8月22日、”毒殺未遂”に遭ったロシアの政治活動家であるアレクセイ・ナワリヌイがベルリン市内の病院へ移送された際に当空港が使用された。
- ベルリン・ブランデンブルク国際空港の開港（2020年10月31日[3][4]）により、2020年11月8日に閉鎖・廃港。